# GE Dash 9
Die General Electric Dash 9 ist eine Baureihe 6-achsiger dieselelektrischer Lokomotiven des US-amerikanischen Lokomotivherstellers General Electric (GE). Die Baureihe ersetzte die Dash 8 und wurde von der Evolution Series abgelöst.

## Varianten
Die bedeutendste Variante ist die Dash 9-44CW mit 3270 kW (4400 SAE-PS), die seinerzeit stärkste von GE hergestellte Güterzuglokomotive. Über 2300 Lokomotiven wurden zwischen 1993 und 2006 gefertigt. Die Norfolk Southern Railway bestellte 1090 Lokomotiven des Typs Dash 9-40CW. Zur Treibstoffeinsparung wurde deren Leistung ursprünglich durch Software auf 4000 hp im Regelbetrieb begrenzt. Ab 2013 wurde diese Beschränkung aufgehoben, sodass sie nun ebenfalls 4400 hp Leistung besitzen. 125 Lokomotiven ohne Wide Cab werden als Dash 9-40C bezeichnet. Die Norfolk Southern, CSX und die Canadian Pacific bauen einige hundert Loks zu AC44C6M mit Wechselstromfahrmotoren um.
Für Fernzüge wurde die Genesis (P40DC) zur Dash 9-P42DC mit 3132 kW (4200 PS) weiterentwickelt. Diese Loks erreichen maximal 177 km/h.
Zeitgleich bot GE die mit Fahrmotoren in Wechselstromausführung ausgerüstete GE AC4400CW an.
Für den Betrieb auf der Lhasa-Bahn in China in über 4000 m Höhe wurden angepasste Dash 9 ausgeliefert. Die Lokomotiven werden vom Hersteller als C38AChe und in China als NJ2 bezeichnet.

## Ausrüstung
Der Antrieb der Fahrzeuge erfolgt dieselelektrisch. Hierbei treibt der Dieselmotor einen Drehstromsynchrongenerator an, der die Energie für die elektrischen Fahrmotoren erzeugt. Zuerst wird die erzeugte Wechselspannung allerdings gleichgerichtet, weil es sich bei den Fahrmotoren dieser Baureihe um Gleichstromreihenschlussmotoren handelt. Die Maschinen sind mit einer elektrischen Widerstandsbremse ausgerüstet. Hierbei wird die Bewegungsenergie durch die Fahrmotoren in elektrische Energie umgewandelt und diese wird dann über Bremswiderstände in Wärme umgewandelt. Hierdurch konnte der Bremsverschleiß verringert werden, da die Widerstandsbremse weitgehend verschleißfrei arbeitet.

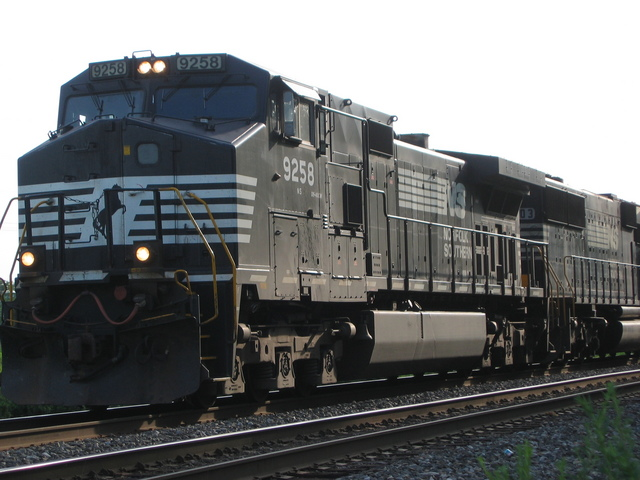
GE C40-9W der Norfolk Southern (NS)

## Einsatzgebiet

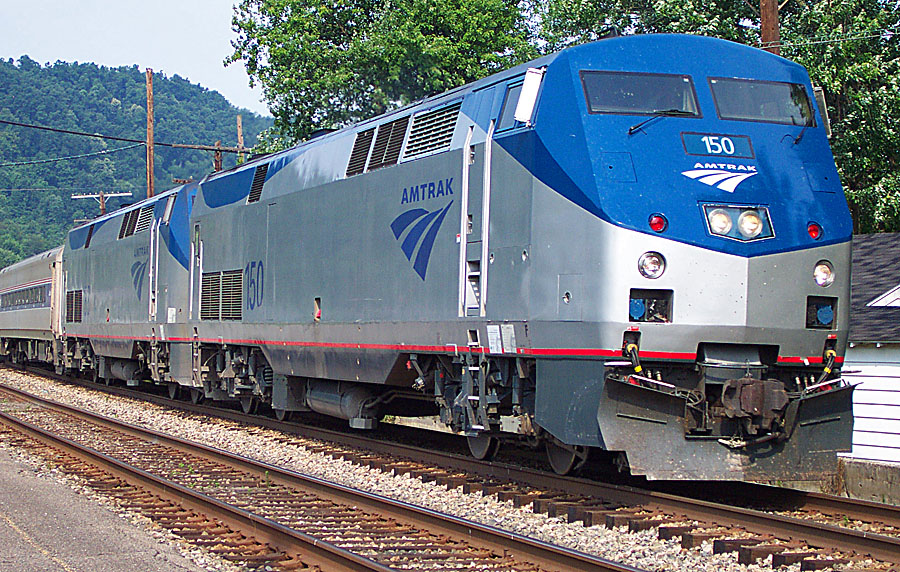
Zwei P42DC Genesis von Amtrak ziehen den Cardinal

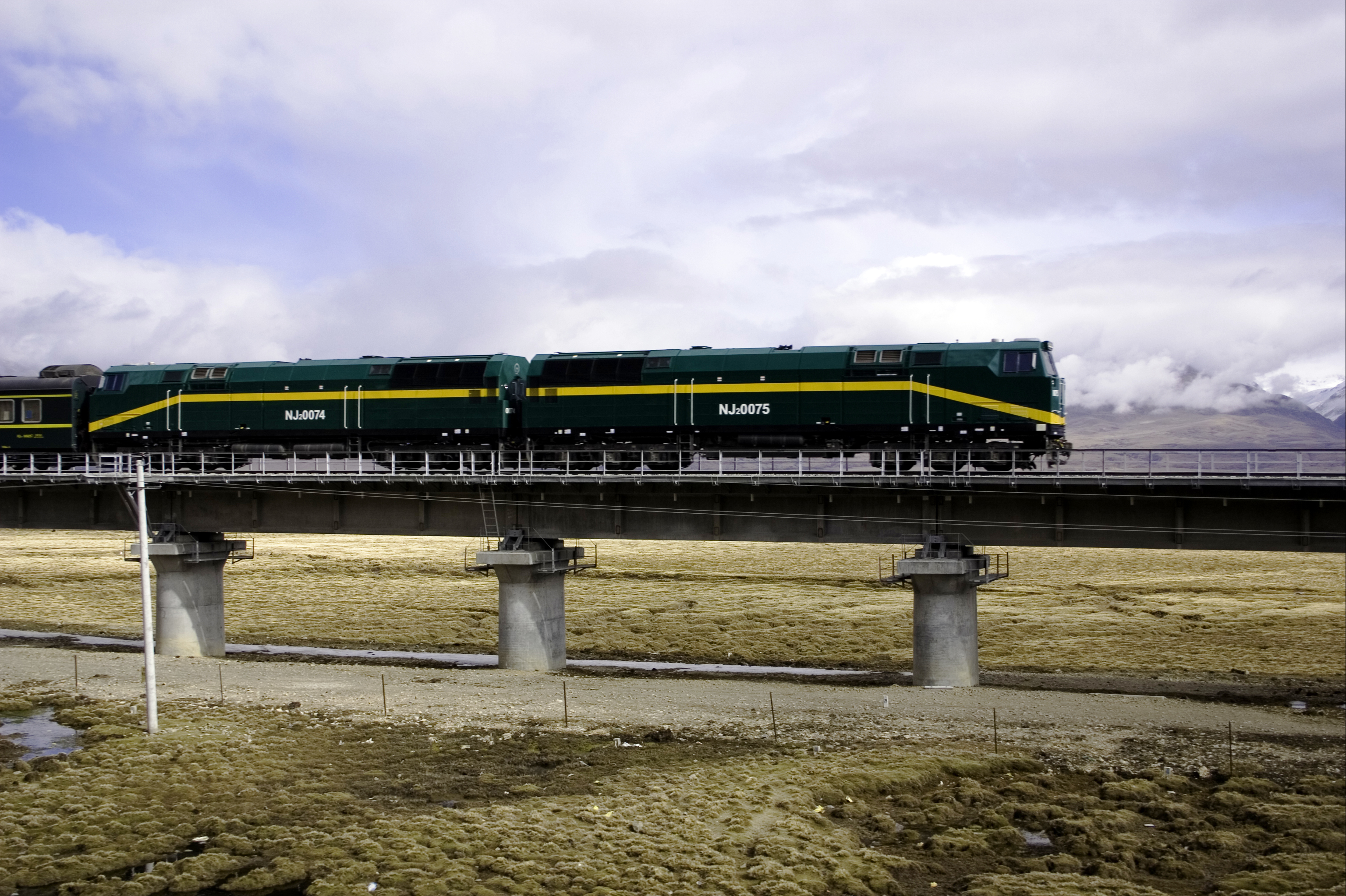
Doppeltraktion der NJ2 oder C38AChe auf der Lhasa-Bahn

Die Lokomotiven der Dash 9-Serie werden von fast allen großen Bahngesellschaften in Nordamerika, wie zum Beispiel bei der BNSF, CSX, Canadian National Railway und der Union Pacific Railroad, im Güterverkehr eingesetzt. Mit der P42DC aus der Genesis-Serie werden Dash-9-Lokomotiven auch im Personenverkehr von Amtrak und VIA Rail Canada eingesetzt.